# Vincenzo Vinciguerra
Vincenzo Vinciguerra (Catania, 3 de janeiro de 1949) é um terrorista italiano, ex-membro do movimento neofascista (Avanguardia Nazionale e Ordine Nuovo). Atualmente está em prisão perpétua pelo assassinato  de três policiais, em um carro-bomba, em Peteano, cidadezinha próxima a Gorizia, no ano de 1972. As investigações do caso, anteriormente considerado insolúvel, foram concluídas através da reconstrução do juiz veneziano Felice Casson, que conduziu as investigações sobre a organização clandestina "Gladio", atuante na Europa Ocidental.